# Grigorij Ivanovič Gagarin
Grigorij Ivanovič Gagarin (in russo Григорий Иванович Гагарин?; Mosca, 17 maggio 1782 – Monaco di Baviera, 12 febbraio 1837) è stato un nobile, diplomatico e poeta russo.

## Biografia
Era il secondogenito del principe Ivan Sergeevič Gagarin, figlio di Sergej Vasil'evič Gagarin, e di sua moglie, la principessa Marija Alekseevna Volkonskaja. Era un cugino del decabrista Michail Michajlovič Naryškin, Margaret Michajlovna Naryškina e Vladimir Alekseevič Musin-Puškin, Nikolaj Sergeevič Gagarin, Sergej Sergeevič Prokof'ev, Fëdor Fëdorovič Gagarin, Vera Fëdorovna Gagarina, Pavel Pavlovič Gagarin e molti altri.
Studiò presso l'Università di Mosca.

## Carriera
Nel giugno 1797 entrò al servizio come cadetto nel Collegio degli Affari Esteri, e l'anno successivo, come traduttore, ha servito negli archivi di Mosca. Nel 1802 iniziò la sua carriera di diplomatico a Vienna, e tre anni più tardi, a Costantinopoli.
Durante la guerra contro la Francia (1806-1807), è stato comandante in capo generale della cavalleria del barone Levin August von Bennigsen.
Nell'ottobre dello stesso anno è stato nominato segretario all'ambasciata di Parigi. Nel mese di aprile 1809 ritornò a San Pietroburgo, dove nel mese di ottobre 1810 entrò nel Ministero delle finanze.
Nel gennaio 1811 divenne consigliere di Stato. Nel gennaio 1816 visse, con la sua famiglia, in Italia, Francia, Svizzera e Germania.
Nel 1822 tornò alla carriera diplomatica, essendo stato nominato nel mese di aprile di quell'anno consigliere dell'ambasciatore a Roma, carica che mantenne fino al mese di aprile 1832, quando si trasferì alla corte bavarese, carica che mantenne fino alla morte.
Nel 1827 divenne membro onorario dell'Accademia Imperiale delle Arti.

## Matrimonio
Nel 1809 sposò Ekaterina Petrovna Sojmonova (1790-1873), figlia del senatore Pëtr Aleksandrovič Sojmonov. Ebbero cinque figli:
- Grigorij Grigor'evič (1810-1883);
- Evgenij Grigor'evič (1811-1886);
- Lev Grigor'evič (1818-1872);
- Feofil Grigor'evič (1820-1853);
- Aleksandr Grigor'evič (1827-1895), sposò la principessa Ekaterina Vladimirovna L'vov.

## Morte
Morì il 12 febbraio 1837 a Monaco di Baviera.